# Radio Salü Gold
Radio Salü Gold sendete im Saarland auf DAB unmoderiert Oldie-Musik und Evergreens für die Großregion Saar-Lor-Lux. Die Nachrichten wurden von Radio Salü, dem Muttersender, übernommen, der Musikanteil lag bei 95 Prozent.

## Betrieb
Das Radio ging am 6. Januar 2003 über DAB in Betrieb. Ende 2003 bewarb sich das Radio auf eine UKW-Frequenz. Offensichtlich hatte der Sender dabei die von SR4 frei werdende Frequenz 103,7 im Auge. Diese ging jedoch stattdessen an den Jugendsender Unser Ding, so dass das Radio in der Folge Anfang 2004 eingestellt wurde, weil es nicht ausschließlich auf DAB senden wollte.

## Nachfolger
Nach dem Ende des Projektes startete Radio Salü mit dem Classic Rock Radio ein Nachfolgeprogramm auf UKW.